# زاویه دولان
خاویر دولان (به فرانسوی: Xavier Dolan) (زاده ۲۰ مارس ۱۹۸۹ در مونترآل، کانادا) بازیگر و فیلم‌ساز اهل کشور کانادا است. او در جشنواره فیلم کن ۲۰۱۴ با فیلم مامان (Mommy) یکی از نامزدهای دریافت نخل طلا بود. فیلم مامان جایزه هیئت داوران این جشنواره را کسب کرد. اولین کارگردانی دولان فیلم من مادرم را کشتم بود که مورد تحسین جهانی قرار گرفت.

از سال ۲۰۰۹، او چندین فیلم‌نامه نوشت و تعدادی فیلم را کارگردانی کرد که تقریباً همه آن‌ها در جشنواره کن به نمایش درآمد. نخستین فیلم انگلیسی زبان او مرگ و زندگی جان اف. دونوون اولین‌بار در جشنواره بین‌المللی فیلم تورنتو ۲۰۱۸ به نمایش درآمد. او موزیک ویدئو تک آهنگ موفق سلام ادل را در سال ۲۰۱۵ کارگردانی کرد.
دولان جوایز زیادی از جمله جایزه هیئت داوران جشنواره کن ۲۰۱۴ برای فیلم مامان و جایزه بزرگ جشنواره کن ۲۰۱۶ را برای فیلم اینجا ته دنیاست دریافت کرد. همچنین چندین بار برنده جایزه سزار و جایزه هنرهای تصویری کانادا شده است.

## زندگی شخصی
دولان در ۱۶ سالگی دست به آشکارسازی زد و خود را همجنس‌گرا معرفی کرد.
 
او در مصاحبه با رسانه های مختلف اعلام کرده عشق کودکی او لئوناردو دی‌کاپریو بوده و در کودکی برای این بازیگر نامه های عاشقانه می‌نوشته.

## حرفه
دولان بازیگری را از کودکی بعنوان بازیگر کودک آغاز کرده بود و از ۱۶ سالگی به نوشتن فیلم‌نامه مشغول بوده، او بخشی از بودجه فیلم من مادرم را کشتم را از همین راه به دست آورده بود. این فیلم تا حدی زندگی نامه خود خاویر است که نخستین بار در دو هفته کارگردانان کن ۲۰۰۹ به نمایش درآمد و با هشت دقیقه تشویق ایستاده تماشاگران همراه شد.
سومین فیلم وی به‌هرحال لارنس برای رقابت در بخش نوعی نگاه کن ۲۰۱۲ انتخاب شد. بازی سوزان کلمان در این فیلم برنده جایزه بهترین بازیگر نقش اول زن شد. 
مامان در سال ۲۰۱۴، جایزه هیئت داوران جشنواره کن را دریافت کرد. منتقدان از این فیلم به عنوان بهترین فیلم دولان تا به امروز نام بردند که به عنوان موفقیت بزرگی در کارنامه کارگردانی وی ثبت شد. این اولین فیلم او بود که در گیشه به موفقیت چشمگیری دست یافت، در سال ۲۰۱۴ بیش از ۳/۵ میلیون دلار فروش داخلی دست یافت و به پرفروش‌ترین فیلم کبک در سال ۲۰۱۴ تبدیل شد. طبق گزارش روزنامه مونترال گزت، بیش از یک میلیون نفر فیلم را در فرانسه دیدند. مامان برنده جایزه سزار بهترین فیلم خارجی در سال ۲۰۱۵ شد.

## فیلم‌شناسی
| سال       | فیلم                       | سِمَت      | سِمَت     | سِمَت         | سِمَت     | سِمَت    | سِمَت           |
| سال       | فیلم                       | کارگردان | نویسنده | تهیه‌کننده   | تدوین‌گر | بازیگر | نقش           |
| --------- | -------------------------- | -------- | ------- | ----------- | ------- | ------ | ------------- |
| ۱۹۹۷      | شیر یا خط                  |          |         |             |         | آری    | ادوارد        |
| ۱۹۹۹      | مرد ماسه ای                |          |         |             |         | آری    |               |
| ۲۰۰۱      | قلعه پنهان                 |          |         |             |         | آری    | مایکل         |
| ۲۰۰۶      | آیینه ها                   |          |         |             |         | آری    | جولیان        |
| ۲۰۰۸      | شهدا                       |          |         |             |         | آری    | آنتونی بلفوند |
| ۲۰۰۹      | سوزی                       |          |         |             |         | آری    | پانک          |
| ۲۰۰۹      | من مادرم را کشتم           | آری      | آری     | آری         |         | آری    | هوبرت مینل    |
| ۲۰۱۰      | تپش‌های قلب                 | آری      | آری     | آری         | آری     | آری    | فرانسیس       |
| ۲۰۱۰      | همسایگان خوب               |          |         |             |         | آری    | ژان مارک      |
| ۲۰۱۰      | خاطرات لیپست(مستند)        |          |         |             |         | آری    | (راوی)        |
| ۲۰۱۲      | به‌هرحال لارنس              | آری      | آری     | آری         | آری     | آری    | مرد در پارتی  |
| ۲۰۱۳      | تام در مزرعه               | آری      | آری     | آری         |         | آری    | تام           |
| ۲۰۱۳      | یک فرد فوق العاده          |          |         |             | آری     |        |               |
| ۲۰۱۴      | معجزه                      |          |         |             |         | آری    | استفان        |
| ۲۰۱۴      | ترانه فیل                  |          |         |             |         | آری    | مایکل آیلن    |
| ۲۰۱۴      | مامان                      | آری      | آری     | آری         | آری     |        |               |
| ۲۰۱۶      | اینجا ته دنیاست            | آری      | آری     | آری         | آری     |        |               |
| ۲۰۱۸      | پسر پاک شد                 |          |         |             |         | آری    | جان           |
| ۲۰۱۸      | اوقات بد در ال‌رویال        |          |         |             |         | آری    | بادی ساندی    |
| ۲۰۱۸      | مرگ و زندگی جان اف. دونوون | آری      | آری     | آری         | آری     |        |               |
| ۲۰۱۹      | ماتیاس و ماکسیم            | آری      | آری     | آری         | آری     | آری    | مکس           |
| ۲۰۱۹      | آن: بخش دوم                |          |         |             |         | آری    | آدریان ملون   |
| ۲۰۲۱      | آرزوهای بربادرفته          |          |         |             |         | آری    | رائول ناتان   |
| ۲۰۲۱      | شارلوت                     |          |         | مدیر اجرایی |         |        |               |
| پیش تولید | شبی که لوگان بیدار شد      | آری      | آری     | آری         | آری     | آری    | مینی سریال    |
| ۲۰۲۳      | جانور                      |          |         |             |         | آری    |               |